# Дружба (гостиница, Луганск)
Гостиница «Дружба» (проектное название ММК «Дружба») — 8-этажный трёхзвездочный отель в Луганске.
Расположена на ул. П. Сороки и имеет 88 номеров. Является единственной гостиницей Луганска, вошедшей в «ТОП-100 Отелей Украины».
Гостиничный комплекс «Дружба» построен в 1982—1987 гг. по инициативе Центрального комитета Всесоюзного Ленинского Коммунистического Союза Молодёжи. Ему было присвоено имя — Международный молодёжный комплекс «Дружба». Планировка здания выполнена институтом «Луганскгражданпроект» под руководством главного архитектора проекта А. Кочевского. Гостиница имеет необычную для Луганска форму многопалубного корабля, от местного населения, гостиница получила имя — «утюг». В 1999 г. была произведена реконструкция гостиницы: полностью перепланированы гостиничные номера, оборудованы бильярдный зал, летняя площадка, построена сауна с бассейном.

## Галерея

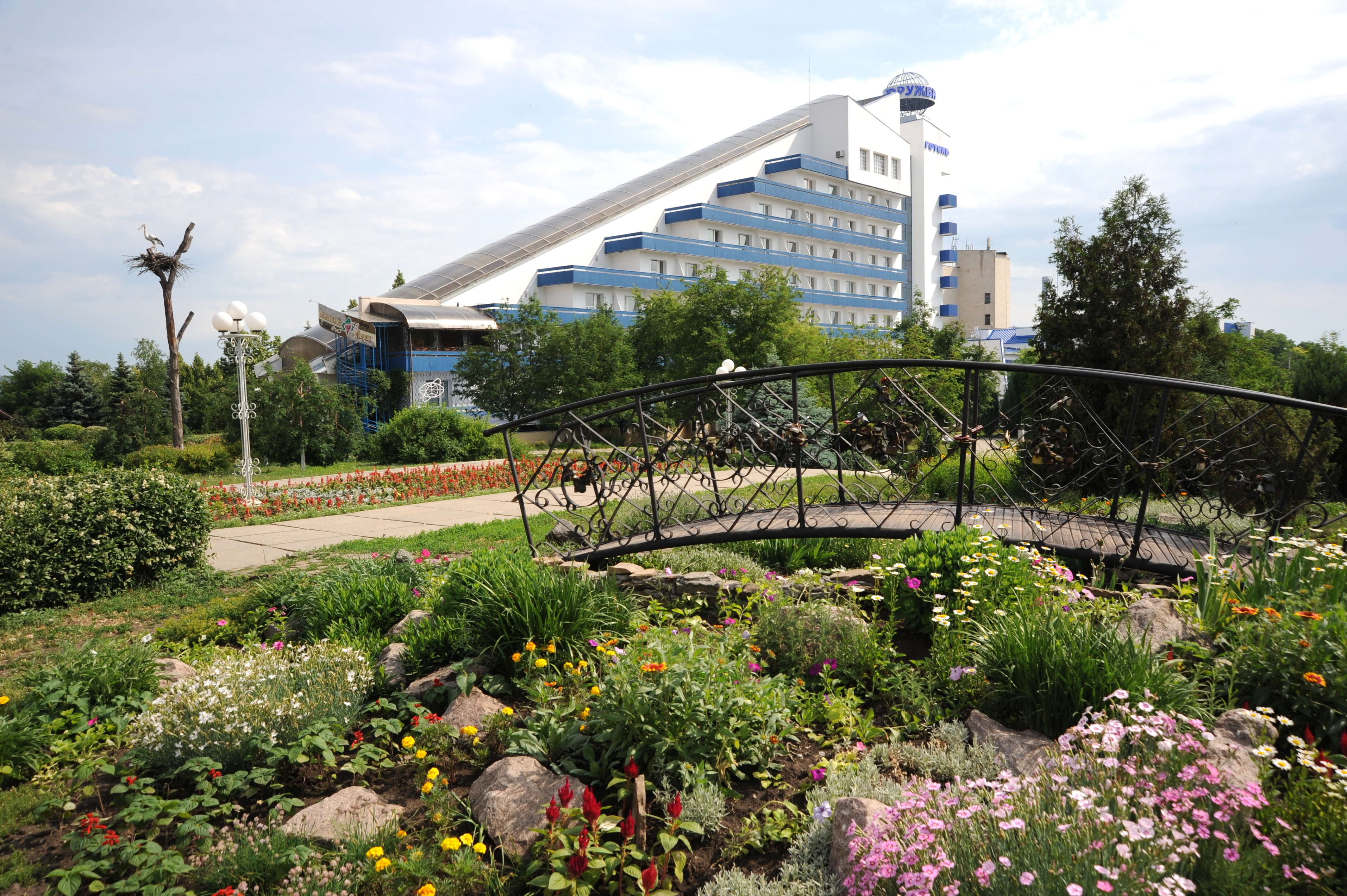
Общий вид на отель
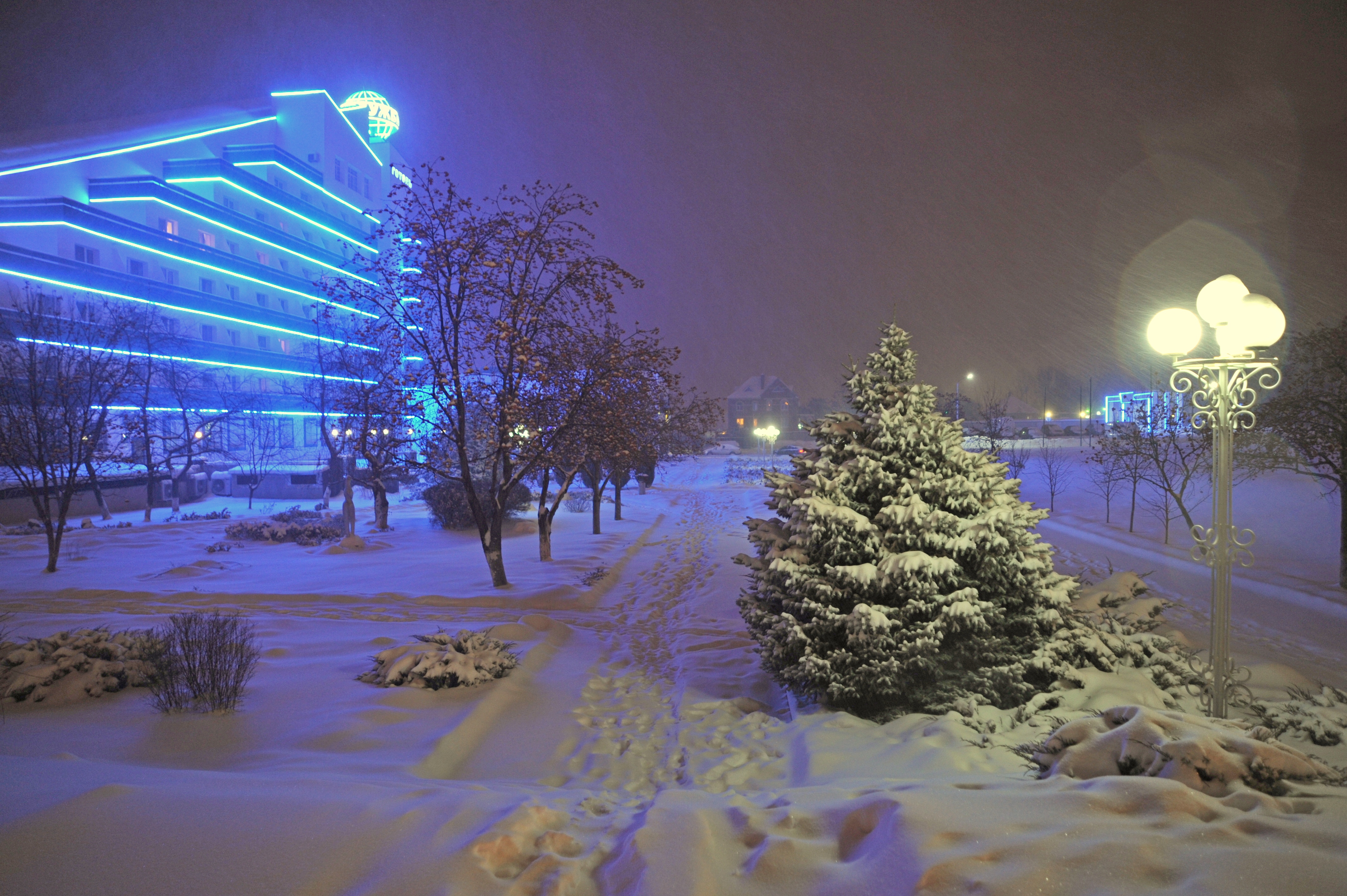
Зимний вид отеля
Вид со двора
Терраса отеля